# Junior Women's Hockey League
Le Junior Women's Hockey League (JWHL) est une ligue junior féminine de hockey sur glace aux États-Unis et au Canada. La ligue est créée en 2007 afin d'offrir de meilleures possibilités pour les adolescentes de se développer en étudiantes-athlètes et graduer dans le championnat universitaire NCAA.

## Organisation
La ligue est déjà un succès dès sa première saison 2007-08 : 18 joueuses signent avec des équipes de Division I NCAA pour la saison 2008-09, alors que 5 joueuses JWHL sont membres de l'équipe nationale canadienne des moins de 18 ans et l'équipe nationale américaine des moins de 18 ans (U18). Crée à partir de seulement 4 équipes en 2007, la ligue s'agrandit à 10 équipes lors de la saison 2008-2009. La JWHL est dans sa cinquième saison d'existence en 2011-12.
Les équipes de la JWHL sont rattachés à une division (Est ou Ouest). Chaque équipe joue 4 matchs contre les autres équipes de sa division et 2 matchs contre les équipes de l'autre division durant la saison régulière. Ceci pour une saison de 26 matchs. Après la saison régulière, des séries éliminatoires sont tenues afin de déterminer les Championnes JWHL.

### Division Major Junior East
- Shamrocks de Boston à Boston, Massachusetts
- Select du Colorado à Denver, Colorado
- Mountaineers de National Sports Academy à Lake Placid, New York
- Winter-Hawks de North American Hockey Academy à Stowe, Vermont
- The Pride de Washington à Washington,

### Division Major Junior West
- Blazers de Balmoral Hall School à Winnipeg, Manitoba
- Mountaineers d'Edge School à Calgary, Alberta
- Thoroughbreds du Minnesota à Saint Paul, Minnesota
- Steelers du Pacifique à Vancouver, Colombie-Britannique
- Warriors de Warner Hockey School à Warner, Alberta

## Coupe JWHL Challenge
Le grand événement dans la JWHL a lieu à la mi-février de chaque année. La Coupe JWHL Challenge rassemble l'ensemble des équipes de la ligue ainsi que des équipes invitées des États-Unis et du Canada. Depuis sa création, la Coupe JWHL Challenge se déroule au Washington Pride dans la région de Washington DC. Le Tournoi est soutenu par les Capitals de Washington de la LNH.
liste des gagnantes et des finalistes de la Coupe JWHL Challenge 
- 2011-12 :
- 2010-11 : Winter-Hawks de NAHA vs. Mountaineers d'Edge School
- 2009-10 : Warriors de Warner Hockey School
- 2008-09 : Winter-Hawks de NAHA[3] vs. Balmoral Hall School Blazers
- 2007-08 : Winter-Hawks de NAHA vs. Steelers du Pacifique

## Classement général - saison 2011-12

### Division Major Junior East
| Rang | Équipe                                  | PJ | V | D | N | BP | BC | Pts |
| ---- | --------------------------------------- | -- | - | - | - | -- | -- | --- |
| 1    | Winter-Hawks de NAHA                    |    |   |   |   |    |    |     |
| 2    | The Pride de Washington                 |    |   |   |   |    |    |     |
| 3    | Shamrocks de Boston                     |    |   |   |   |    |    |     |
| 4    | Mountaineers de National Sports Academy |    |   |   |   |    |    |     |
| 5    | Select du Colorado                      |    |   |   |   |    |    |     |

Source

### Division Major Junior West
| Rang | Équipe                           | PJ | V | D | N | BP | BC | Pts |
| ---- | -------------------------------- | -- | - | - | - | -- | -- | --- |
| 1    | Blazers de Balmoral Hall School  |    |   |   |   |    |    |     |
| 2    | Warriors de Warner Hockey School |    |   |   |   |    |    |     |
| 3    | Mountaineers d'Edge School       |    |   |   |   |    |    |     |
| 4    | Steelers du Pacifique            |    |   |   |   |    |    |     |
| 5    | Thoroughbreds du Minnesota       |    |   |   |   |    |    | 12  |

Source

## Classement général - saison 2010-11

### Division Major Junior East
| Rang | Équipe                                  | PJ | V  | D  | N | BP  | BC  | Pts |
| ---- | --------------------------------------- | -- | -- | -- | - | --- | --- | --- |
| 1    | Winter-Hawks de NAHA                    | 27 | 25 | 1  | 1 | 163 | 31  | 51  |
| 2    | The Pride de Washington                 | 27 | 13 | 8  | 6 | 96  | 78  | 32  |
| 3    | Mountaineers de National Sports Academy | 27 | 12 | 13 | 2 | 88  | 98  | 26  |
| 4    | Select du Colorado                      | 27 | 10 | 14 | 3 | 81  | 110 | 23  |
| 5    | Shamrocks de Boston                     | 27 | 0  | 26 | 1 | 20  | 148 | 1   |

Source

### Division Major Junior West
| Rang | Équipe                           | PJ | V  | D  | N | BP  | Pts | Pts |
| ---- | -------------------------------- | -- | -- | -- | - | --- | --- | --- |
| 1    | Mountaineers d'Edge School       | 27 | 18 | 5  | 4 | 101 | 61  | 40  |
| 2    | Blazers de Balmoral Hall School  | 27 | 13 | 10 | 4 | 77  | 56  | 30  |
| 3    | Thoroughbreds du Minnesota       | 27 | 11 | 10 | 6 | 85  | 68  | 28  |
| 4    | Warriors de Warner Hockey School | 27 | 12 | 12 | 3 | 79  | 87  | 27  |
| 5    | Steelers du Pacifique            | 27 | 5  | 20 | 2 | 54  | 107 | 12  |

Source

## Classement général - saison 2009-10

### Division Major Junior East
| Rang | Équipe                                  | PJ | V  | D  | N | BP  | BC  | Pts |
| ---- | --------------------------------------- | -- | -- | -- | - | --- | --- | --- |
| 1    | Winter-Hawks de NAHA                    | 26 | 19 | 2  | 5 | 104 | 48  | 43  |
| 2    | Select du Colorado                      | 26 | 19 | 4  | 3 | 134 | 66  | 41  |
| 3    | Mountaineers de National Sports Academy | 26 | 13 | 10 | 3 | 97  | 81  | 29  |
| 4    | The Pride de Washington                 | 26 | 12 | 13 | 1 | 84  | 84  | 25  |
| 5    | Shamrocks de Boston                     | 26 | 2  | 24 | 0 | 33  | 167 | 4   |

Source

### Major Junior West Division
| Rang | Équipe                           | PJ | V  | D  | N | BP | BC | Pts |
| ---- | -------------------------------- | -- | -- | -- | - | -- | -- | --- |
| 1    | Warriors de Warner Hockey School | 26 | 17 | 6  | 3 | 97 | 52 | 37  |
| 2    | Thoroughbreds du Minnesota       | 26 | 13 | 11 | 2 | 76 | 66 | 28  |
| 3    | Mountaineers d'Edge School       | 26 | 12 | 11 | 3 | 82 | 71 | 27  |
| 4    | Blazers de Balmoral Hall School  | 26 | 8  | 15 | 3 | 56 | 79 | 19  |
| 5    | Steelers du Pacifique            | 26 | 2  | 21 | 3 | 34 | 96 | 7   |

Source

## Division Junior de la JWHL
La JWHL est sponsor de la Division junior (à l'origine dénommée la Red Division). 5 équipes sont en compétition depuis la saison 2009-2010 :
- Broncos de l'Ontario Hockey Academy à Cornwall, Ontario
- Red de NAHA à Stowe, Vermont
- Rockets du New Jersey à Bridgewater Township, New Jersey
- Lady Islanders de New York à Syosset, dans l'État de New York
- Junior Pride de Washington à Washington (District de Columbia)

## Prix et honneurs individuels

### Prix Élizabeth «Liz» Turgeon
Le prix Élizabeth « Liz » Turgeon est attribué à la joueuse la plus remarquable s'étant illustrée dans la saison. Le prix est remis lors du « JWHL Challenge Cup ». Le prix est en mémoire d'Élizabeth Turgeon, joueuse étoile de la ligue et fille de l'ancien capitaine des Canadiens de Montréal : Pierre Turgeon.
| Année   | Récipiendaire  | Équipe           | Position   |
| ------- | -------------- | ---------------- | ---------- |
| 2011-12 |                |                  |            |
| 2010-11 | Hayley Skarupa | Washington Pride | Attaquante |